# Teucrium thieleanum
Teucrium thieleanum là một loài thực vật có hoa trong họ Hoa môi. Loài này được B.J.Conn mô tả khoa học đầu tiên năm 2006.